# Psychotria bullata
Psychotria bullata là một loài thực vật có hoa trong họ Thiến thảo. Loài này được Seem. miêu tả khoa học đầu tiên năm 1866.